# Leen Buis
Leendert "Leen" Buis (5 de dezembro de 1906 — 17 de novembro de 1986) foi um ciclista holandês.
Representou os Países Baixos competindo na prova individual e por equipes do ciclismo de estrada nos Jogos Olímpicos de Verão de 1928 em Amsterdã, terminando na 17ª e 9ª posição, respectivamente.